# Henry Cockayne-Cust

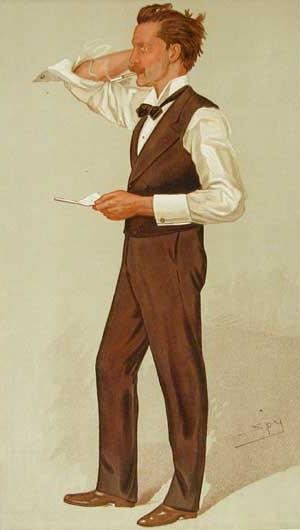
Henry Cockayne-Cust, um 1900

Henry John Cockayne-Cust (* 10. Oktober 1861; † 2. März 1917) war ein britischer Dichter, Journalist und Politiker.

## Leben
Henry Cockayne-Cust war der älteste Sohn von sechs Kindern des Politikers Henry Francis Cockayne-Cust (1819–1884) und seiner Ehefrau Sara Jane Cookson († 1867). Henry besuchte die renommierte Harrow School und das Eton College, anschließend studierte er am Trinity College in Cambridge. Zwischen 1892 und 1896 arbeitete er als Herausgeber und Journalist bei der The Pall Mall Gazette in London.
Er gehörte zu den führenden Mitgliedern der The Souls, eine einflussreiche Gruppe von jungen englischen Aristokraten und Intellektuellen, an. Unter deren Mitgliedern waren, unter anderem George Curzon, Arthur Balfour, Margot Asquith, Violet Lindsay, Alfred Lyttelton (1857–1913), Lord Elcho (Hugo Charteris, 11. Earl of Wemyss, 1857–1937), William Grenfell, Percy und George Wyndham. Neben seinem Engagement als Literat war Cockayne-Cust auch politisch aktiv. 1890 wurde das Mitglied der Conservative Party ins britische Unterhaus gewählt. Er verlor seinen Sitz fünf Jahre später (für Stamford, Lincolnshire), wurde aber bereits 1900 wiedergewählt (für Bermondsey).
Henry Cockayne-Cust galt als wahrer Womanizer – er war der natürliche Vater von Lady Diana Cooper und Beatrice Stephenson Roberts, die Mutter der ehemaligen Premierministerin Margaret Thatcher. Als Ergebnis einer angeblichen Schwangerschaft heiratete Cockayne-Cust 1893 Emmeline Mary Elizabeth Welby-Gregory (1867–1955), Tochter von Sir William Earle Welby-Gregory und Victoria Welby. Die Schwangerschaft war entweder falsch oder eine Täuschung; jedenfalls blieb die Ehe kinderlos.